# براغ، سلوفاكيا
براغ هي قرية ضمن أقليم بانسكا بيستريتسا في سلوفاكيا. تأسست براغ من قبل الهوسيون في القرن الخامس عشر، واستوحى الأسم من اسم مدينة براغ عاصمة التشيك. ينعكس تقليد الهوسيون على شعار النبالة، والذي يظهر كأس الهوسيون.